# Niv Antman
Niv Antman (hebräisch ניב אנטמן; * 2. August 1992 in Kirjat Motzkin)  ist ein israelischer Fußballtorhüter.

## Karriere

### Verein
Antman begann seine Karriere in den Jugendvereine von Maccabi Tzur Shalom, Maccabi Haifa und Hapoel Haifa. Er gab sein Debüt in der israelischen Premier League (Ligat ha’Al) in der Saison 2012/13 für Hapoel Haifa. Danach wechselte er 2016 kurzzeitig zu Hapoel Ironi Rischon LeZion, kam dort jedoch nur auf einen Einsatz. Anschließend folgte ein Wechsel zum niederländischen Zweitligisten FC Dordrecht.
Nach seiner Rückkehr nach Israel spielte Antman in der Liga Leumit für Ironi Nesher und später für Hapoel Ra’anana, wo er zwischen 2018 und 2021 regelmäßig zum Einsatz kam. Von 2021 bis 2023 stand er bei Sekzia Nes Ziona unter Vertrag und kehrte 2023 zu Hapoel Haifa zurück.

### Nationalmannschaft
Im Jahr 2011 absolvierte Antman zwei Länderspiele für die israelische U-19-Nationalmannschaft.